# حدس ضعیف گلدباخ

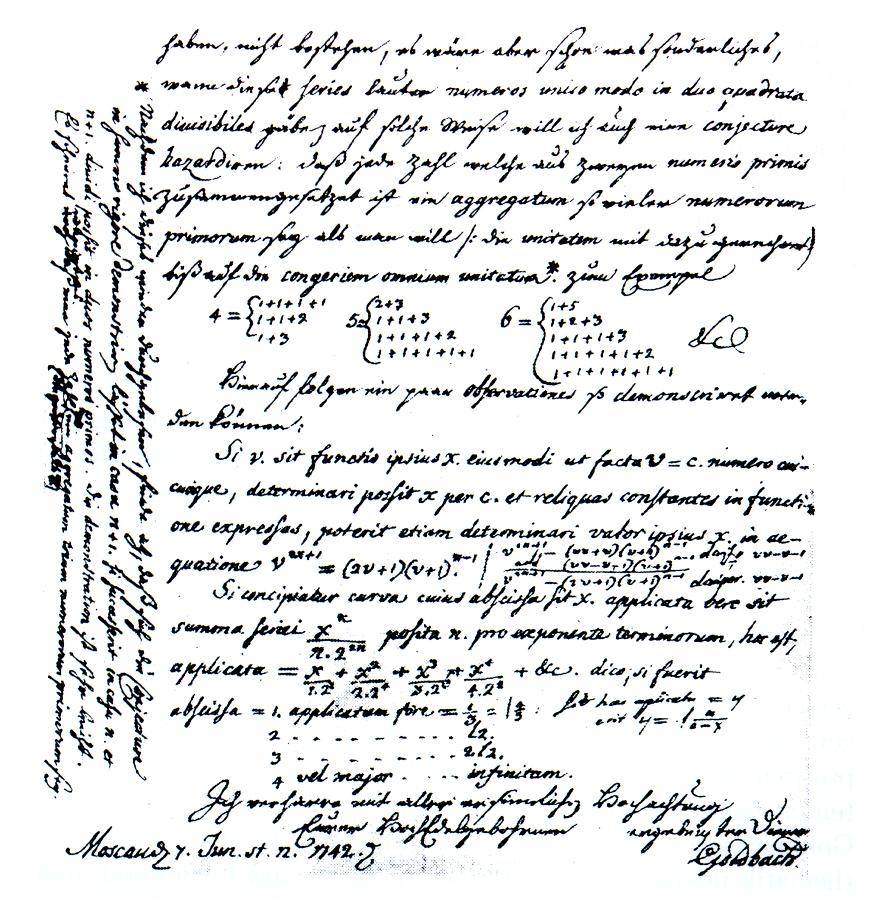
برگه ای از نوشته حدس ضعیف گلدباخ

حدس ضعیف گلدباخ در سال ۱۷۴۲ توسط کریستین گلدباخ ارائه شد بعدها لئونارد اویلر با بررسی آن حدس قوی گلدباخ یا همان حدس گلدباخ را بیان کرد. علت نامیدن کلمه ضعیف به این حدس به خاطر هم ارز بودن آن با حدس قوی گلدباخ است یعنی اگر حدس قوی گلدباخ درست باشد آنگاه حدس ضعیف آن نیز درست است.

## تعریف
بر اساس این حدس هر عدد فرد بزرگ تر از ۵ را می‌توان به صورت جمع سه عدد اول نوشت. یعنی:
{\displaystyle 2k+1=p_{x}+p_{y}+p_{z}}
مثال:
{\displaystyle 7=2+2+3}
{\displaystyle 9=2+2+5}
{\displaystyle 11=2+2+7}

## تلاش‌ها برای اثبات
در سال ۲۰۰۲ میلادی این حدس توسط لیو مینگ چیت و وانگ تیا ز برای اعداد {\displaystyle n>e^{3100}\approx 2\times 10^{1346}} اثبات شد.
در سال ۲۰۱۳ میلادی این حدس توسط هارالد هفلگات آندرس به‌طور کامل اثبات شد.